# José Lino Grünewald
José Lino Fabião Grünewald (Rio de Janeiro, 13 de fevereiro de 1931 — 26 de julho de 2000) foi um poeta, tradutor, crítico de cinema, música popular brasileira e literatura, e jornalista brasileiro, sendo um dos participantes do grupo de poetas concretos Noigandres.

## Biografia

Retrato sob a guarda do Arquivo Nacional (Brasil).

Conhecido entre os amigos como Zelino, Grünewald obteve o diploma de Bacharel em Direito na Universidade do Brasil, atual Universidade Federal do Rio de Janeiro, em 1953, trabalhando na Fundação Getúlio Vargas e Superintendência Nacional da Marinha Mercante (SUNAMAM).
Começa a atuar na imprensa carioca em 1956, por intermédio do poeta Mário Faustino, destacando-se na crítica literária e, principalmente, de cinema, sendo esta última embasada por conceitos filosóficos , nas décadas seguintes, escrevendo para o Jornal do Brasil, Correio da Manhã, O Globo, Tribuna da Imprensa, Última Hora, O Estado de S. Paulo, Jornal da Tarde e Folha de S.Paulo até o ano de 1993.
Em 1957 tornou-se o último dos cinco membros do grupo Noigandres, fazendo parte da edição Noigandres 5, em 1962. Foi também um dos editores da revista Invenção, outra mídia porta-voz da poesia e da música de vanguarda, desde o seu segundo número, em 1963, até o último, em 1966. Grünewald já participava, anteriormente, da equipe editora da página homônima Invenção, no jornal Correio Paulistano, em 1960.
Em 1969, organizou e traduziu A Idéia do Cinema, com ensaios de Walter Benjamin, Eisenstein, Godard, Alain Resnais e Merleau-Ponty. Como crítico de cinema, foi dos primeiros a valorizar a obra dos cineastas Ingmar Bergman e Stanley Kubrick no Brasil.
Nas décadas de 1980 e 1990 traduziu inúmeras obras, entre elas Os Cantos, de Ezra Pound e Grandes Poetas da Língua Inglesa do Século XIX, pelas quais recebeu prêmios Jabuti de Tradução de Obra Literária em 1987 e 1989.
Em 1990 recebeu da Associação Paulista de Críticos de Arte (APCA), o Prêmio de Tradução pelo livro Poemas de Mallarmé.
Também fez parte do Conselho Superior de MPB, do Museu da Imagem e do Som, e do Conselho Superior de Cinema.
Casado com Ecila de Azeredo Grünewald e pai de Rodrigo, antropólogo, e Bernardo, publicitário. 
José Lino Grünewald morreu de câncer aos 69 anos e está enterrado no Cemitério de São João Batista, em Botafogo, zona sul da cidade do Rio de Janeiro .

## A poética
Considerado um dos grandes esquecidos da história da Poesia, autor de uma obra que permanece como uma das mais expressivas e criativas do pós-modernismo, incluindo o concretismo, Grünewald foi um poeta eclético, vazado no lirismo, utilizando-se de invenções poéticas de Stéphane Mallarmé e de Ezra Pound, avançando na utilização não tradicional do branco da página.
“Um e dois”, de 1958, cujos poemas mais antigos foram escritos em 1956, representa, em sua primeira parte, a fase pré-concreta do poeta. Na sua segunda parte comparece o poeta concreto. "Aqui, Grünewald trabalha o espacial, a geometria do poema e suas possibilidades sonoras. Ainda assim, o poeta traz elementos da fase anterior. Notadamente, o gosto pelas oposições. O encadeamento de frase de grafia ou sonoridade semelhante, produzindo novas imagens poéticas a partir de seu inusitado contato", escreve o jornalista Dellano Rios .
Grünewald se manterá fiel a proposta do concretismo por quatro décadas, sendo considerado pelo seu amigo e cunhado Augusto de Campos um concretista mais ortodoxo até do que os outros participantes do grupo Noigandres.
Em “Escreviver” de 1983, Grünewald incorpora na íntegra o seu livro de estreia e re-apresenta as suas faces concreta e pré-concreta repetindo a mesma estrutura bivalente.

## Obras

### Traduções Publicadas
- A Ideia do Cinema. (Trad. e org.). Rio de Janeiro: Civilização Brasileira, 1969. Ensaios de Walter Benjamin, Eisenstein, Godard, Merleau-Ponty, entre outros.
- Benjamin, Horkheimer, Adorno, Habermas. (Trad. e org.)São Paulo: Abril Cultural. Textos escolhidos. Coleção Os Pensadores.
- Grandes Poetas da Língua Inglesa do Século XIX. (Trad. e org.) Rio de Janeiro: Nova Fronteira, 1988.
- Mallarmé, Stéphane. Igitur; ou, A loucura de Elbehnon. Rio Janeiro: Nova Fronteira, 1985. Ed. bilíngüe.
- Mallarmé, Stéphane. Poemas. (Trad. e org.). Rio de Janeiro: Nova Fronteira, 1990. Ed. bilíngüe.
- Merleau-Ponty, Maurice. O cinema e a nova psicologia. In: Xavier, Ismail. (Org.) A Experiência do Cinema. Rio de Janeiro: Graal, 1991.
- Poetas Franceses do Século XIX. Rio de Janeiro: Nova Fronteira, 1991.
- Pound, Ezra. Cantos. Rio de Janeiro: Nova Fronteira, 2002.

### Obra própria
- Um e dois. 1958.
- Escreviver. Rio de Janeiro: Nova Fronteira, 1987.
- Carlos Gardel, lunfardo e tango. Rio de Janeiro: Nova Fronteira, 1994.
- Um Filme é um Filme: o *Cinema de Vanguarda dos Anos 60. São Paulo: Companhia das Letras, 2001. Ruy Castro (org.)
- O Grau Zero do Escreviver. São Paulo: Perspectiva, 2002. (Coletânea de uma parte relativamente pequena dos trabalhos literários do autor, organizada por José Guilherme Corrêa)

### Antologias organizadas
- Grandes sonetos da nossa língua. Organização de José Lino Grunewald. Rio de Janeiro: Nova Fronteira, 1988.
- Bocage. Poemas. Organização de José Lino Grunewald. Rio de Janeiro: Nova Fronteira, 1988.
- Camões, Luís de. Líricas. Organização de José Lino Grunewald. Rio de Janeiro: Nova Fronteira.
- Os Poetas da Inconfidência. Organização de José Lino Grunewald. Rio de Janeiro: Nova Fronteira, 1989.
- Quental, Antero de. Antologia. Organização de José Lino Grunewald. Rio de Janeiro: Nova Fronteira, 1991.
- Pedras de Toque da Poesia Brasileira. Organização de José Lino Grunewald. Rio de Janeiro: Nova Fronteira, 1996.
- Escreviver. São Paulo: Perspectiva, 2008. José Guilherme Correa (org. e prefácio) Augusto de Campos (contracapa)
- "Grandes Poetas da Língua Inglesa do Século XIX" (Editora Nova Fronteira, RJ, 1988).
- Os Poetas da Inconfidência (Ed. Nova Fronteira, RJ, 1989)
- Vertentes do Cinema Moderno (Ed. Pontes, 2003)
- Um Filme É Um Filme (Ed. Companhia das Letras, 2001)
- {| class="wikitable" | |}
- == José Lino Grunewald == Capa ilustrativa